# Alan Race
Alan Race (* 1951 in Stockton-on-Tees) ist ein englischer Theologe. Race wurde am 10. Oktober 2007 zum Priester geweiht.

## Leben und Wirken
Race ist ein Schüler von John Hick. 1983 veröffentlichte er sein Schrift Christians and religious pluralism, in der er die Typologie von Exklusivismus, Inklusivismus und Pluralismus entwickelte, die seitdem Grundlage aller religionstheologischen Diskussionen geworden ist. 1988 gab er den Sammelband Theology against the nuclear horizon heraus. Race war Dekan des Postgraduiertenstudiums am St. Philip’s Centre und Priester der St. Philip’s Church in Leicester. Heute ist er Rektor der St Margaret’s Church in Lee, London. 2006 erhielt er die Ehrendoktorwürde der Leicester University.
Er ist auch als Chefredakteur der internationalen Zeitschrift „Interreligious Insight“ tätig, die vom World Congress of Faiths (UK) und Common Ground (USA) herausgegeben wird.

## Publikationen (Auswahl)
- Christians and Religious Pluralism: Patterns in the Christian Theology of Religions. Religious Studies (1984) 20 (3):515-516
- Theology against the nuclear horizon. 1988